# Correllia
Correllia é um género botânico pertencente à família Asteraceae.
Trata-se de um género reconhecido pelo sistema de classificação filogenética Angiosperm Phylogeny Website.

## Taxonomia
O género foi descrito por Albert M. Powell e publicado em Brittonia 25(2): 116–118, f. 1. 1973

## Espécies
Segundo a base de dados Tropicos, este género apenas contém uma espécie: Correllia montana. Esta espécie pode ser encontrada na Serra Mohinora, no sudoeste do estado mexicano de Chihuahua. Segundo o autor que descreveu a espécie, o género parece ter afinidade elevada com o género Perityle.